# 클라이페다주

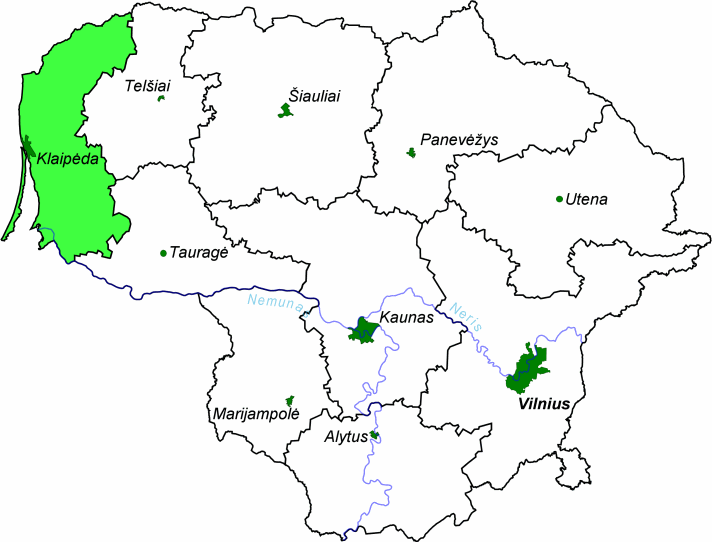
클라이페다 주의 위치

클라이페다주(리투아니아어: Klaipėdos apskritis)는 리투아니아 서부에 위치한 주로 주도는 클라이페다이며 면적은 5,209km2, 인구는 378,843명(2008년 기준), 인구 밀도는 73명/km2, ISO 3166-2 코드는 LT-KL이다. 7개 지방 자치체(클라이페다시, 클라이페다구, 크레팅가구, 네링가시, 팔랑가시, 스쿠오다스구, 실루테구)를 관할한다. 리투아니아에서 유일하게 바다와 접하고 있는 주이다.

주기
주 문장